# PGA Professional Championship of Europe
Het PGA Professional Championship of Europe is een jaarlijks golfkampioenschap voor lesgevende PGA professionals met een A-status.
Het toernooi kan gezien worden als een vervolg van het International Broekpolder Golf Tournament dat van 1983-1993 op Golfclub Broekpolder gespeeld werd.
Aan het toernooi doen 60 professionals mee, afkomstig van 33 landen van wie de PGA lid is van de Europese PGA. Het toernooi bestaat uit 72 holes. Het prijzengeld is € 60.000 waarvan de winnaar € 10.000 krijgt.
Het toernooi wordt sinds september 2011 in Bulgarije gespeeld op een baan die pas in mei 2011 geopend werd. Ben Collier leek het toernooi te gaan winnen totdat hij tijdens de laatste ronde op hole 17 zijn bal in het water sloeg. In de play-off won Santos met een birdie. Ralph Miller eindigde op de 3de plaats, Edwin Derksen werd 31ste.

## Winnaars
| Jaar | Baan                                 | Winnaar         | Score | Score | Info                          |
| ---- | ------------------------------------ | --------------- | ----- | ----- | ----------------------------- |
| 2011 | Pravets Golf & Spa Resort, Bulgarije | Hugo Santos     | 277   | -11   | na play-off tegen Ben Collier |
| 2012 | Pravets Golf & Spa Resort, Bulgarije | Hugo Santos     | 278   | -10   |                               |
| 2013 | Pravets Golf & Spa Resort, Bulgarije | 25-28 september |       |       |                               |